# 亞歷山德拉王后橋
亞歷山德拉王后橋（丹麥語：Dronning Alexandrines Bro）是丹麥的一座公路拱橋，連接了西蘭島和默恩島兩地。該橋得名於克里斯蒂安十世的王后亞歷山德拉王后。大橋於1939年開始動工，並在1943年5月30日通車，全長745.5米，寬10.7米。

## 外部連結

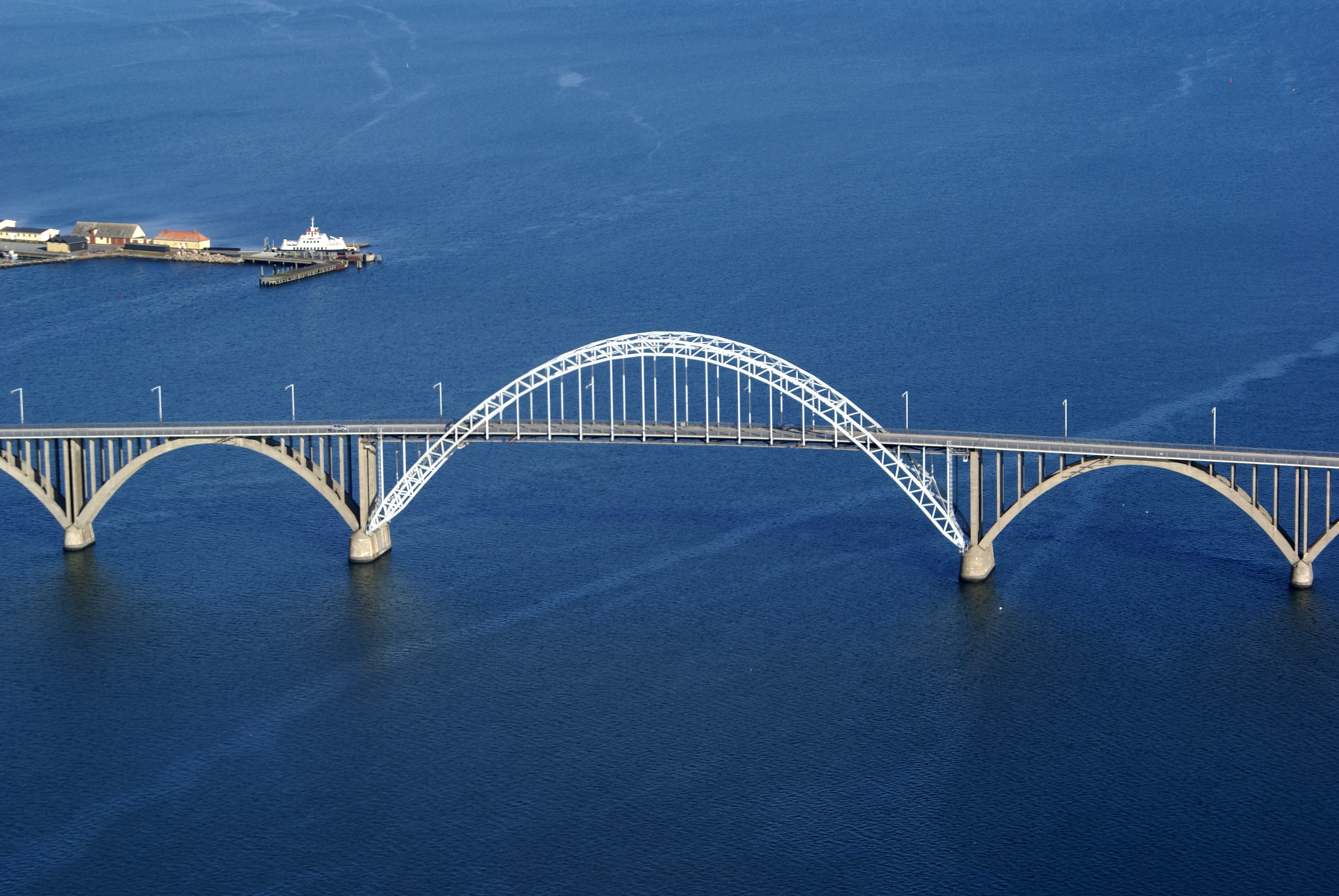
亞歷山德拉王后橋

- Structurae数据库中Dronning Alexandrine Bridge的数据